# پنتز (کالیفرنیا)
پنتز (به انگلیسی: Pentz) یک منطقهٔ مسکونی در ایالات متحده آمریکا است که در شهرستان بیوت، کالیفرنیا واقع شده‌است. پنتز ۱۳۴ متر بالاتر از سطح دریا واقع شده‌است.